# Hodkovičky
Hodkovičky är sedan 1921 en stadsdel i Tjeckiens huvudstad Prag. Sedan 1961 tillhör den stadsdistriktet (městský obvod) Prag 4 och sedan 1990 även den mindre stadsdelskommunen (městská část) med samma namn. Hodkovičky ligger 257 meter över havet och antalet invånare är 3 584.